# Мейер, Дебора
Де́бора Ме́йер (англ. Deborah Meier; 6 апреля 1931, Нью-Йорк) — американский педагог и теоретик образования, идеолог движения малых школ и создатель сети малых школ в Нью-Йорке и Бостоне. Дебора Мейер — старший исследователь и адъюнкт-профессор Школы культуры, образования и человеческого развития Штайнхардта Нью-Йоркского университета.

## Биография
Дебора Мейер родилась в Нью-Йорке 6 апреля 1931 года. Мейер 2 года училась в колледже Антиох в Йеллоу Спрингс, Огайо. Она получила степени бакалавра и магистра в Чикагском университете. После выпуска работала учительницей для детей младшего возраста в Чикаго. С конца 1960-х годов работала воспитательницей в детском саду в Центральном Гарлеме. С конца 1960-х также работала над реорганизацией государственных школ 4-го района Восточного Гарлема.
В 1974 году Мейер стала основателем и директором альтернативной школы Central Park Elementary School на Пятой авеню. Эта школа для детей из Восточного Гарлема работала в соответствии с принципами образования, провозглашенными Джоном Дьюи. В течение следующих 10 лет Мейер основала и была директором ещё двух прогрессивных школ в Восточном Гарлеме — Central Park East II и River East. В 1984 году Мейер стала сооснователем Central Park East Secondary School. В течение 1970-х и 1980-х Мейер помогала организовывать сеть малых школ, построенных на принципах прогрессивного образования, в Нью-Йорке. В 1987 году Мейер стала лауреатом стипендии Мак-Артура, а также первым учителем или директором школы, когда-либо получавшим эту стипендию. В 1996 году Мейер переехала в Бостон, чтобы основать пилотную малую школу Mission Hill School.
Сейчас Мейер работает старшим исследователем и адъюнкт-профессором Школы культуры, образования и человеческого развития Штайнхардта Нью-Йоркского университета. Она также является членом правления и директором по развитию Mission Hill School в Бостоне и советником или членом совета директоров ряда других школ. Мейер входит в состав редколлегий таких журналов и изданий, как The National, Educational Policy, Harvard Education Letter и Dissent. Мейер также является обладателем почетных степеней Брауновского университета, Дартмутского колледжа, Гарварда, Колумбийского университета, Йеля и других университетов и колледжей.

## Документальные фильмы о работе Деборы Мейер
- Frederick Wiseman. High School II (1994);